# Guerras romano-gaulesas

Expansão celta entre os séculos VI e III a.C

As guerras romano-gaulesas ou guerras romano-gálicas foram uma série de conflitos entre as forças da Roma Antiga e vários grupos identificados como gauleses (em latim: galli), um povo de origem celta (em latim: celtae). Entre eles estavam sênones, ínsubres, boios e gesetas.
De maneira geral , os gauleses atravessaram os Alpes vindos do território da moderna França ("Gália Transalpina") e invadiram o território do norte da Itália ("Gália Cisalpina"). De lá, tentaram seguir para o sul em direção a Roma atravessando a Etrúria. Depois de séculos de lutas, os romanos se saíram vitoriosos na península Itálica e levaram a batalha até o território gaulês (Gália) na época de Júlio César.

## Guerras na Gália Cisalpina
Em 390 a.C., ocorreu a maior e mais traumática guerra contra os gauleses para os romanos. Os senones, convidados pela cidade de Clúsio, marcharam até a Etrúria e, depois de traídos, resolveram enfrentar os romanos na Batalha do Ália. O resultado foi uma retumbante derrota para os romanos e o subsequente saque de Roma, um evento que deixou marcas profundas na história romana. Já no final do século, em 302 a.C., gauleses cruzaram novamente os Alpes vindos da Gália Transalpina e as tribos gaulesas já assentadas na Gália Cisalpina lhes deram passagem (alguns se juntaram a eles, assim como também alguns etruscos). O grupo atacou o território romano e recuou depois com o saque, mas acabaram sendo destruídos por causa de lutas internas
Na Terceira Guerra Samnita (298-290 a.C.), uma aliança de samnitas, gauleses, etruscos e úmbrios lutou contra Roma na gigantesca Batalha de Sentino, mas foi derrotada. Em 283 a.C., os boios, com aliados etruscos, marchou sobre Roma, mas foram derrotados por Públio Cornélio Dolabela na Batalha do Lago Vadimo.
Em 248 a.C., os gauleses cercaram Arrécio e os romanos marcharam para libertar a cidade, mas foram derrotados. Roma então enviou uma expedição punitiva para o norte e conseguiu derrotar os senones, expulsando-os de seu território, que foi ocupado. Em 225 a.C., ínsubres e boios contrataram mercenários da Gália Transalpina, os gesetas, para se juntarem a eles numa nova guerra contra Roma. Os gauleses derrotaram os romanos na Batalha de Fésulas, cujo exército estava sob a liderança de um pretor e só não foi destruído por causa da intervenção do cônsul Lúcio Emílio Papo, mas foram depois derrotados pelos dois cônsules na Batalha de Telamão, na qual o cônsul Caio Atílio Régulo foi morto.
Depois de séculos de guerra, os romanos revolveram conquistar definitivamente a Gália Cisalpina. Entre 223 e 193 a.C., Roma invadiu repetidamente os territórios das tribos gaulesas na região, começando pelos ínsubres (223 a.C.), tomando, depois da Batalha de Clastídio, as cidades de Clastídio, Acerras e Mediolano no ano seguinte. Durante a Segunda Guerra Púnica (218-201 a.C.), os gauleses tipicamente se aliaram aos cartagineses. Em 216 a.C., Lúcio Postúmio Albino, eleito cônsul pela terceira vez para o ano seguinte, não conseguiu assumir seu cargo pois foi derrotado e morto pelos boios na emboscada da Floresta Litana: uma força de guerreiros boios emboscou os romanos aniquilando a maior parte do seu exército e, quando Albino e as suas forças tentaram fugir para uma ponte próxima, deram de frente com um destacamento de guerreiros boios que os derrotou por completo. Segundo Lívio, seu crânio foi pelos boios utilizado como vaso cerimonial em suas cerimônias religiosas.
Depois da guerra, os romanos invadiram o território dos boios e tomaram Bononia (196 a.C.), Placência (depois da Batalha de Placência em 194 a.C.) e, depois de uma decisiva vitória, a cidade de Mutina. Depois de mais dois anos de derrotas, os boios sobreviventes fugiram para o norte através dos Alpes e formaram um novo estado, Boihaemum, e todo o seu território foi anexado pela República Romana.

## Guerras na Gália Transalpina
Depois de mais de um século de paz, os romanos, liderados pelo ambicioso Júlio César, atravessaram os Alpes e levaram a guerra até a Gália, a terra natal dos gauleses. Entre 58 e 50 a.C., César conquistou praticamente todo o território da moderna França e Bélgica (Gália Bélgica) durante suas famosas Guerras Gálicas.